# Vanni pusilla
Vanni pusilla is een krabbensoort uit de familie van de Gecarcinucidae. De wetenschappelijke naam van de soort is voor het eerst geldig gepubliceerd in 1931 door Roux.